# 斯特拉比喬沃
48°23′25″N 22°32′15″E / 48.39028°N 22.53750°E
斯特拉比喬沃（烏克蘭語：Страбичово）是位於烏克蘭西部外喀爾巴阡州的穆卡切沃區的村莊，始建於1466年，面積4.88平方公里，海拔高度107米，2018年人口3,369，人口密度每平方公里694.28人。